# Etienne van der Linde
Etienne van der Linde (* 25. Februar 1978 in Johannesburg) ist ein südafrikanischer Rennfahrer. Er fuhr in Rennserien wie der Euro Formula 3000 und der Deutschen Formel-3-Meisterschaft.

## Leben
Van der Linde wurde am 25. Februar 1978 in Johannesburg in Südafrika geboren. Er wuchs in einer Rennfahrerfamilie auf. Sein Vater ist der Rennfahrer Hennie van der Linde. Außerdem ist er Onkel der südafrikanischen Rennfahrer Sheldon van der Linde und Kelvin van der Linde.

## Karriere

### Highlights
| Jahr | Platz | Serie                         |
| 1999 | 3.    | Formula 3 Germany             |
| 1999 | 3.    | Masters of Formula 3          |
| 1998 | 1.    | Formula Opel Europe           |
| 1998 | 1.    | Formula Opel Germany          |
| 1997 | 2.    | Formula Renault Great Britain |
| 1995 | 1.    | Formula GTI South Africa      |

### Statistiken
| Gefahrene Rennen  | 52 |
| Siege             | 8  |
| Podium            | 20 |
| Poles             | 0  |
| Schnellste Runden | 3  |